# Holzhaus (Schwandorf)
Holzhaus ist ein Ortsteil der Stadt Schwandorf im Landkreis Schwandorf im Regierungsbezirk Oberpfalz in Bayern. 

## Geografie und Geschichte
Holzhaus liegt nordöstlich von Schwandorf in unmittelbarer Umgebung des größten Seengebietes der Oberpfalz. Holzhaus wird als „Wirtshaus auf dem Westerwald“ (1717, 1764) geschrieben, ab 1840 Holzhaus. 
Holzhaus gehörte zur ehemaligen selbständigen Gemeinde Kronstetten, die durch Vertrag am 1. Juli 1972 der Stadt Schwandorf beitrat, sie bestand aus den Ortsteilen Bössellohe, Charlottenhof, Freihöls, Holzhaus, Kronstetten, Lindenlohe und Prissath.
Der ursprüngliche Name leitet sich vom Flurnamen, der damaligen Zeit ab. Die Taverne entstand um 1700 am Fuhrweg von Schwarzenfeld nach Kemnath mitten im sog. Westerwald. Holzhaus erscheint als Wirtshaus auf dem Westerwald.
Holzhaus gehört zur Pfarrei St. Andreas in Schwandorf-Fronberg.
Da die Gemeinde keine eigene Schule besaß, hatte die Pfarrgrenze mitten durch die Gemeinde Auswirkungen auf die Zugehörigkeit zum Schulsprengel. Die Kinder aus Holzhaus besuchten die Schule in Fronberg. Seit der Eingemeindung gehören alle Kinder zum Schulsprengel der Stadt Schwandorf.